# Dissostichus
Dissostichus – rodzaj ryb z rodziny nototeniowatych (Nototheniidae).

## Klasyfikacja
Gatunki zaliczane do tego rodzaju:
- Dissostichus eleginoides – kłykacz[3], antar patagoński[4], kłykacz patagoński[5]
- Dissostichus mawsoni – antar polarny[4], kłykacz antarktyczny[5]

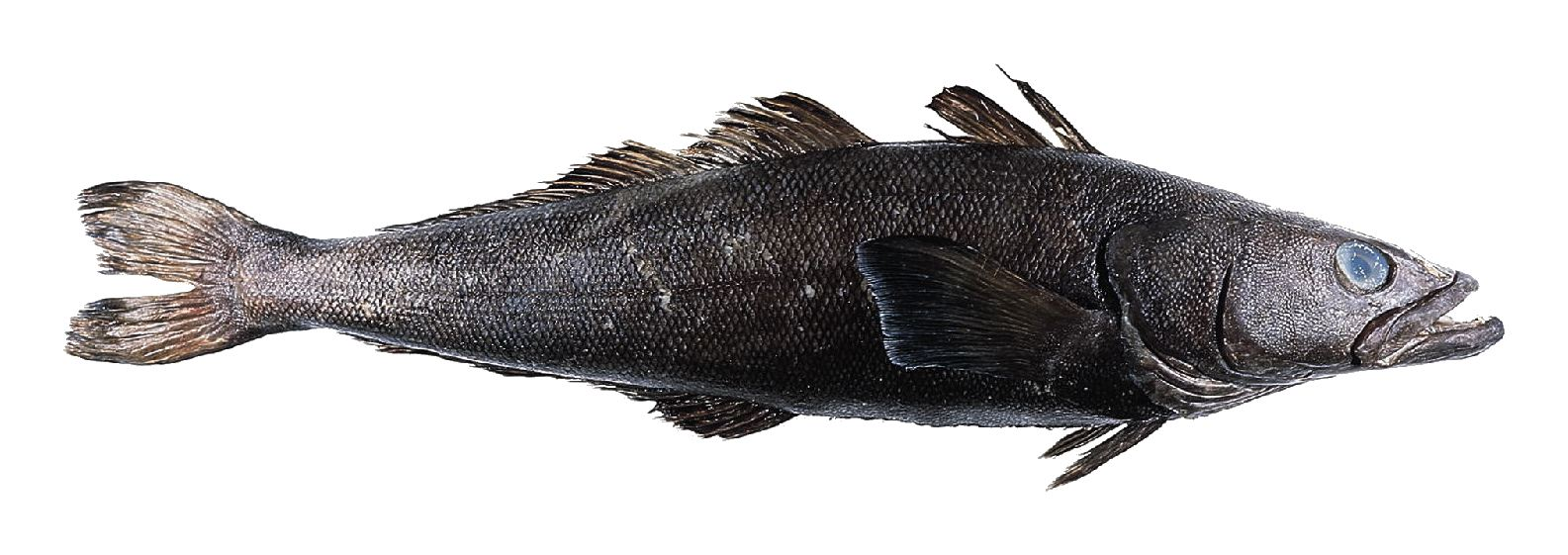
Dissostichus eleginoides